# Sven Nys
Sven Nys (Bonheiden, 17 juni 1976) is een Belgisch voormalig wielrenner, veldrijder en mountainbiker uit Baal. Over het algemeen wordt Nys, met een record van 292 zeges en vele andere records, beschouwd als een van de beste veldrijders aller tijden. Hij was als beroepsrenner actief van 1998 tot 2016.
Vanwege zijn erelijst in het veldrijden gaat Nys door als Keizer van het veldrijden. Zijn drang naar overwinningen leverde Nys de bijnaam De Kannibaal van Baal op. Dankzij records in de Koppenbergcross (9 zeges) en de Superprestige (13 eindzeges) kreeg hij de bijnamen De Koning van de Koppenberg en Mister Superprestige. De perceptie leeft dat Nys, ondanks negen Belgische titels en een ongenaakbare reputatie in regelmatigheidscriteria zijnde de Superprestige, de Trofee en de Wereldbeker, weinig succesvol was op een wereldkampioenschap. Doordat Nys het op het wereldkampioenschap net niét waarmaakte nadat hij het hele seizoen had weten te domineren, kreeg hij, van analisten en journalisten, de stempel geen kampioenschapsrenner te zijn op het hoofd gekleefd. Nys werd twee keer wereldkampioen veldrijden; in 2005 in Sankt Wendel en 2013 in Louisville, Kentucky.
Nys werd gecoacht door de Belgische trainer Paul Van Den Bosch, die onder anderen ook de Belgische triatleten Marc Herremans en Luc Van Lierde gecoacht heeft in zijn loopbaan. Kenmerkend waren zijn technische vaardigheden, waardoor hij zeer goed was in het nemen van hellingen, het aansnijden van bochten en het in balans blijven op moeilijke ondergronden zoals sneeuw, modder en zand. De baanbrekende techniek die hij gebruikte om al fietsend over balkjes te kunnen springen, werd later door een groot deel van zijn tegenstanders nagevolgd. Nys was niet de beste sprinter en probeerde daarom zoveel mogelijk een eindsprint te vermijden. Vooral in de nadagen van zijn carrière maakte hij vaak gebruik van een uitstekende laatste ronde, waarin hij met enkele explosieve aanvallen zijn tegenstanders steevast uit het wiel probeerde te rijden. Desalniettemin slaagde hij er af en toe ook in om een wedstrijd in de sprint te winnen, zelfs tegen intrinsiek snellere renners zoals Kevin Pauwels en Zdeněk Štybar. Op het hoogtepunt van Nys' carrière waren generatiegenoot Bart Wellens en daarna zijn gouwgenoot Niels Albert zijn voornaamste uitdagers.
Sven Nys begon zijn carrière in 1998 bij de Nederlandse Rabobank-ploeg. In zijn beginjaren bij de Nederlandse ploeg, die zowel op de weg als in het veld actief was, werd zijn familienaam overigens ook vaak gespeld als Nijs (niet naar Vlaamse maar Hollandse spelling ofwel net zoals "Cruijff" in het Engels als "Cruyff" wordt gespeld). Hij kwam sinds 2008 uit voor de Belgische wielerploeg Crelan-AA Drink  (tot 2012 droeg deze de naam Landbouwkrediet), waar hij een contract had tot maart 2016. Nys woont in Baal, waar sinds 2000 jaarlijks de GP Sven Nys wordt gehouden op nieuwjaarsdag. Nys nam na zijn loopbaan als renner het team Baloise - Trek Lions over, voorheen Fidea en Telenet - Fidea, en is manager van het team. Nota bene is dat het team waar enkele belangrijke tegenstanders uit zijn loopbaan voor hebben gereden, zoals Erwin Vervecken, Zdeněk Štybar, Bart Wellens en Kevin Pauwels. Nys is sinds april 2017 commentator voor Sporza voor Sporza Radio op Radio 1, meestal met Christophe Vandegoor.
Hij is de vader van wielrenner en veldrijder Thibau Nys.

## Carrière

### Veldrijden

#### 1984–1998: Het prille begin
Sven Nys begon te BMX'en op 8-jarige leeftijd. Hij won 8 nationale titels in die discipline, vooraleer hij zijn focus begon te leggen op het in Vlaanderen zeer populaire veldrijden. Nys won zijn eerste kampioenentrui in 1995 door Belgisch kampioen veldrijden bij de junioren te worden. In 1997 werd hij voor de eerste maal wereldkampioen veldrijden bij de beloften in het Duitse München. Het daaropvolgende seizoen reed hij opnieuw een zeer goed seizoen en als kers op de taart werd hij voor de tweede maal wereldkampioen veldrijden bij de beloften, ditmaal in het Deense Middelfart. Bij deze twee wereldkampioenschappen werd Bart Wellens telkens tweede. Het was het begin van een jaren lange vriendschap tussen de twee beloftevolle veldrijders. Na zijn tweede wereldtitel in 1998 maakte Nys de overstap van de beloften naar de profs, in dienst van het Nederlandse team Rabobank. De Nederlander Richard Groenendaal, de ervaren kopman van het team, mocht van ploegleider Jan Raas kiezen wie hij bij de ploeg wilde: Nys of Wellens. Groenendaal koos dus voor Nys, reveleerde de eerste in 2012 voor het Canvas-programma De Flandriens van het Veld.

#### 1998–2000: Eerste profjaren
In zijn eerste seizoen bij de profs, 1998-1999, werd al vrij snel duidelijk dat Sven Nys een groot potentieel had en behaalde hij 14 overwinningen, eindwinst in de Superprestige en een derde plaats in de wereldbeker. Nys behaalde brons op het Belgisch kampioenschap, maar hij speelde - mede door een paar valpartijen - geen rol van betekenis op het WK van 1999 in Poprad en strandde op een zesde plaats.
In zijn tweede profseizoen, 1999-2000, won hij de Superprestige, de wereldbeker en het Belgisch kampioenschap. Hij was dan ook de grote favoriet voor het WK van 2000 in Sint-Michielsgestel. Maar er werd reeds voor het WK afgesproken in het Rabobank-team dat, wanneer er een renner van Rabobank voorop reed, hij niet mocht teruggebracht worden door een teamgenoot. Nys moest de tactiek van bondscoach Erik De Vlaeminck vakkundig aan zijn laars lappen, aldus Rabobank. In het Belgische kamp werd Mario De Clercq van lieverlee als bemiddelaar ingezet. Hij moest trachten 'de schat te bewaken', zo pende Het Belang van Limburg cryptisch op vrijdag, twee dagen voor het WK.
Tevergeefs. De Nederlander Richard Groenendaal, die bovendien in Sint-Michielsgestel woonde, schoot er vanaf de start als een speer vandoor. Nys was verplicht in de achtervolging met Mario De Clercq de benen stil te houden, wegens de strenge teamorders van Jan Raas en zodoende won Groenendaal zijn eerste en enige wereldtitel voor eigen volk. Nys en De Clercq huilden tranen met tuiten tijdens de podiumceremonie. Men zag Nys voor een deserteur aan. Zijn eigen aanhang buiten beschouwing gelaten was Nys voor heel België de boeman en hij bood zijn excuses aan.

#### 2001–2004: De geboorte van deKannibaal van Baal
Na deze twee geslaagde seizoenen had Nys het in het seizoen 2000-2001 een stuk moeilijker om opnieuw wedstrijden te winnen, onder andere door een blessure die hem parten speelde in het begin van het seizoen. Nys sloot dit mindere seizoen af zonder ook maar één eindoverwinning of kampioenentrui. Het seizoen daarop ging het Nys echter een stuk beter af met winst in de Superprestige en de wereldbeker. Op het WK van 2002 in Zolder behaalde Sven Nys voor de tweede maal de bronzen medaille. In een spannende wedstrijd probeerde Nys in de laatste ronde Mario De Clercq tevergeefs kwijt te spelen. De Clercq won uiteindelijk in de spurt voor Tom Vannoppen en Nys.
In dit jaar werd zijn zoon Thibau, die later in zijn voetsporen zou treden, geboren. Hij verklaarde in 2021 dat zijn prestaties dat seizoen, 2001-2002, na een nochtans uitstekend begin begon te lijden onder de stress van het vader worden. Het seizoen daarop oogstte Nys grote successen met winst in de Superprestige, GvA Trofee én het Belgisch kampioenschap. Een eerste wereldtitel bij de profs had Nys nog steeds niet veroverd. Na een offday op het WK van 2003 in Monopoli werd hij slechts vijfde. Zijn jeugdrivaal Bart Wellens won dat seizoen op imponerende wijze het wereldkampioenschap na een lange solo, voor Mario De Clercq en Erwin Vervecken.
In het seizoen 2003-2004 kende eeuwige rivaal Bart Wellens een wonderjaar, waarin hij zo goed als alles won. Nys won zo voor het eerst sinds het seizoen 2000-2001 geen eindklassement of kampioenschap. Hij verloor in de slotmanche in Pijnacker zijn eerste plaats in de wereldbeker aan Richard Groenendaal, omdat zijn Belgische medegezellen in de achtervolging op Groenendaal in extremis nog voor hem eindigden in de spurt. Na de wedstrijd was Nys woedend op zijn landgenoten, omdat ze liever Nederlander Groenendaal dan hem het eindklassement zagen winnen. Belg Tom Vannoppen reageerde giftig, cynisch en scherp van geest: 'Als Nys een koers aan een Nederlander kan verkopen, moet hij ook maar zien dat hij van de Nederlanders steun krijgt om in de top-5 te eindigen, [en dat valt blijkbaar lelijk tegen].' 
Het Vlaams dagblad Het Nieuwsblad zag 'oorlog tussen [onze] veldrijders'. Toen hij thuis kwam ging hij zonder gegeten te hebben in het donker nog gaan fietsen om te reflecteren over wat er gebeurd was die dag. Na dit moment van bezinning besloot Nys geen rekening meer te houden met anderen. Overal waar Nys zou starten was enkel een overwinning goed genoeg. Dit was een keerpunt in zijn carrière. Nys werd de komende jaren de absolute heerser in het veldrijden.
Bedankt [Tom] Vannoppen, bedankt [Wesley] Van der Linden. Dit is het laatste dat ik voor de Belgische ploeg deed. Ik rijd alleen nog voor mezelf. Ze kunnen allemaal de boom in. Blijkbaar zijn er die er plezier in hebben dat ik de wereldbeker niet win. Ik weet wie en hou daar nu rekening mee. De bondscoach [ Rudy De Bie ] zei tegen mij dat hij dit nooit eerder meemaakte. Ons land verliest de wereldbeker.
— Nys' beruchte interview na de Wereldbekermanche van Pijnacker op 15 februari 2004, waarna hij geen tegenstand meer duldde
Na het wonderjaar van zijn grote rivaal Bart Wellens, die het veldrijden domineerde in de seizoenen 2002-2003 en 2003-2004, en het debacle in Pijnacker won Nys de komende seizoenen alles wat er te winnen viel en werd hij de Keizer van het veldrijden en de Kannibaal van Baal  genoemd, terwijl Wellens zich in komende seizoenen vaak vergallopeerde met soms een lange vormdip tot gevolg. Wellens had bovendien extrasportieve zorgen.

#### 2005–2009: Alleenheerschappij

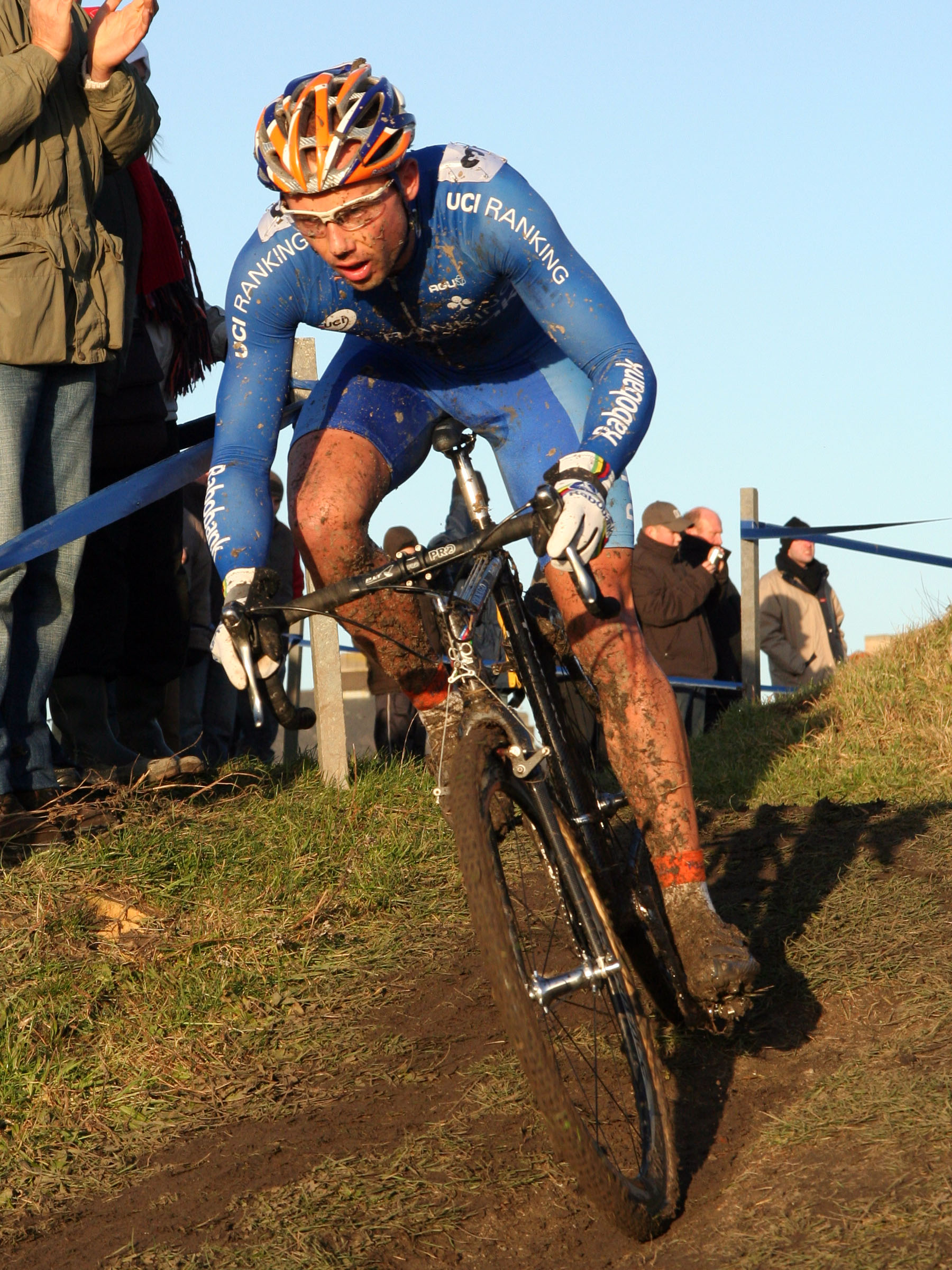
Sven Nys in 2007; de trui die Nys draagt was die voor de leider in de UCI-klassering

Nys domineerde het volledige seizoen 2004-2005, met 25 overwinningen en winst in alle klassementen en het Belgisch kampioenschap in Wachtebeke. Het was de eerste keer dat dit gebeurde en het WK van 2005 in Sankt Wendel moest dan nog gereden worden. Nys pakte als kers op de taart zijn eerste wereldtitel bij de profs in het besneeuwde Duitse Sankt Wendel, voor Erwin Vervecken en Sven Vanthourenhout. In dit seizoen behaalde Nys als eerste veldrijder ooit de befaamde Grand Slam: hij won het Belgisch en wereldkampioenschap, bezette de eerste plaats op de UCI-ranglijst, won de GvA Trofee en de Superprestige. Geen enkele veldrijder deed hem dat ooit voor. 
Na dit imposante seizoen ging Nys verder op zijn elan en won opnieuw alle klassementen en het Belgische kampioenschappen veldrijden. Hij was de titelverdediger op het WK van 2006 in Zeddam, maar moest op een bevroren ondergrond uiteindelijk opgeven na een harde valpartij op het ijs in de laatste ronde. Erwin Vervecken werd wereldkampioen.
In het seizoen 2006-2007 brak Sven Nys opnieuw een record door alle 8 wedstrijden te winnen in de Superprestige. In 2019 evenaarde de Nederlander Mathieu van der Poel zijn record. Van der Poel had vooraf veel respect. Nys stelde destijds: "Niemand doet mij dit nog na".
Nys won ook het eindklassement in de wereldbeker en de GvA Trofee. Op het Belgisch kampioenschap in Hamme-Zogge behaalde hij dat jaar de titel niet, omdat het parcours er loodzwaar bijlag en er voortdurend gelopen moest worden. De betere loper Bart Wellens herrees en won toen de wedstrijd.
Eind januari 2007 kreeg men voor het eerst sinds lang nog eens een gelaten en diep ontgoochelde Nys te zien. Voor Nys werd het WK van 2007 in Hooglede-Gits namelijk een fiasco. De weersomstandigheden waren de veldrijders ongunstig gezind. Eén legendarische valpartij van Bart Wellens én Nys, deed veel stof opwaaien. Wellens brak zijn pols nadat een televisiemotor hem ten val bracht (zie onder). Een dag later eiste Wellens een schadevergoeding van 60.000 euro van de organisatoren.
De eerste valpartij was deze veroorzaakt door een televisiemotor die een wegmarkeringsbak omver reed en zo Bart Wellens, die toen op kop reed, deed vallen. Nys kon de gevallen Wellens niet meer ontwijken en viel over Wellens tegen het asfalt, gelukkig voor Nys zonder veel erg. Op miraculeuze wijze kon Wellens zijn koers vervolgen. Na de koers kwam evenwel een polsblessure aan het licht die zijn seizoen beëindigde. Wellens werd nog vierde. In de derde ronde viel Nys over Vervecken, die tegen de vlakte ging na een stuurfout en in dezelfde ronde viel Nys opnieuw, ditmaal door een eigen stuurfout, waardoor alle kans op een mooie ereplaats verkeken was. Na dit turbulente WK vol valpartijen eindigde Nys op een elfde plaats. Nys sloot het seizoen af zonder wereldtitel maar wél met 30 overwinningen en winst in alle klassementen. Vervecken won opnieuw de wereldtitel na een titanenduel met de Amerikaan Jonathan Page.
In het daaropvolgende seizoen kwamen steeds meer jonge renners hun neus aan het venster steken. Toch wist Nys dat seizoen opnieuw alle klassementen naar zich toe te trekken. Hij won de wereldbeker, de Superprestige en de GvA Trofee. Ook op het Belgisch kampioenschap schitterde hij dat jaar: hij behaalde zijn vijfde Belgische titel bij de profs. Het wereldkampioenschap won hij niet. De overwinning was dat jaar voor de jonge Nederlander Lars Boom. Nys behaalde op het WK van 2008 in Treviso voor de derde keer in zijn carrière de bronzen medaille op een WK bij de profs.
In juni 2008, na tien jaar gereden te hebben voor het Nederlandse Rabobank, ging Nys rijden in dienst van het Belgische team Landbouwkrediet, waar hij zijn carrière wou afsluiten. Net zoals de voorgaande seizoenen won Nys in het seizoen 2008-2009 de wereldbeker, de Superprestige, de GvA Trofee en het Belgisch kampioenschap. Dit was geen sinecure, want de jonge talenten Niels Albert en Zdeněk Štybar maakten het Nys vaak moeilijk. Op het WK van 2009 in Hoogerheide behaalde hij voor de vierde keer brons bij de profs. De wereldtitel ging naar Niels Albert, die door een blessure in het begin van het seizoen een stuk frisser en sterker voor de dag kwam. Vooraf was 'het Belgisch pact' tegen [de arrogante Hollander] Lars Boom voer voor discussie. De Nederlander met hoog rock 'n' roll-gehalte werd een doorn in het oog van zijn Belgische concurrenten Nys, Bart Wellens en de jonge Niels Albert na enkele uitspraken in de maanden voorafgaand aan het WK. De Belgen waren het gedrag van Boom grondig beu. De Standaard wond er bij haar voorbeschouwing geen doekjes om, en sprak over 'een Belgisch kapblok'.

#### 2009–2013: Gedeelde heerschappij

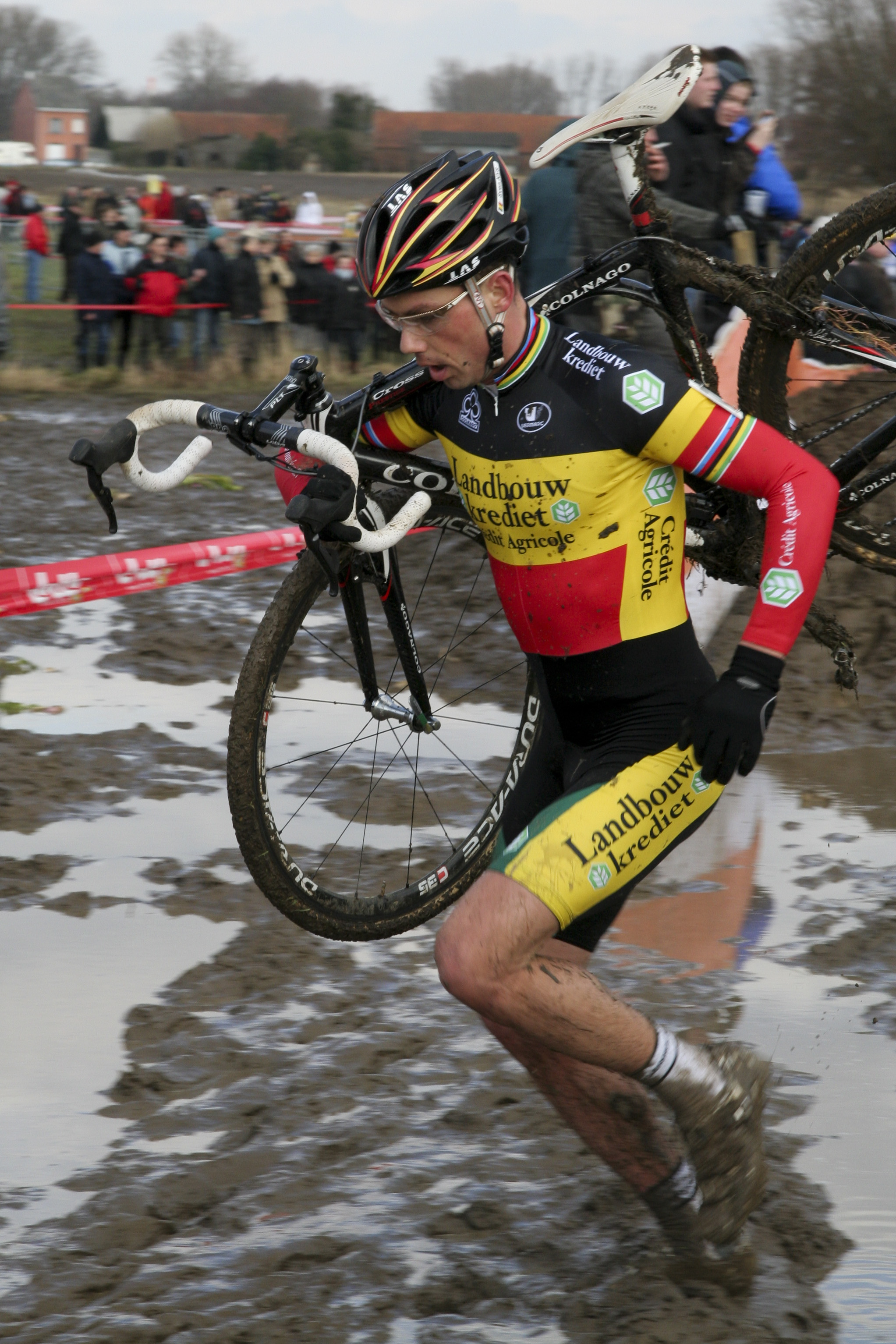
Sven Nys in 2010

Na jaren alleen aan de top van het veldrijden begonnen twee jonge talentvolle renners meer en meer hun plaats aan de top van het veldrijden op te eisen: de Belg Niels Albert en de Tsjech Zdeněk Štybar. Samen werden ze de Grote Drie genoemd, tot 2013-2014 wanneer Zdeněk Štybar zich meer ging toeleggen op een wegcarrière en Albert wegens hartritmestoornissen zijn loopbaan eertijds moest beëindigen. Tussendoor doorbrak Kevin Pauwels de hegemonie, waardoor men ook even sprak van de Grote Vier.
In het seizoen 2009-2010 won Nys de GvA Trofee en het Belgisch kampioenschap. Dat seizoen had hij pech in de Superprestige. Hij leek op weg naar een tiende eindzege in dit regelmatigheidscriterium, maar reed in Diegem zijn versnellingsapparaat in zijn wiel, waardoor Nys zijn ambities om het klassement te winnen moest opbergen. Nys behaalde nog maar eens brons op het WK van 2010, de Tsjech Zdeněk Štybar werd dat seizoen wereldkampioen in eigen land te Tábor.
Het daaropvolgend seizoen haalde Nys voor de tiende keer de Superprestige binnen, alsook de GvA Trofee. Hij won voor het eerst in zijn carrière geen wereldbekermanche in een seizoen. Door een opgave als gevolg van griep liep het Belgisch kampioenschap met een sisser af. Op het WK van 2011 in Sankt Wendel was Nys terug op niveau, maar botste hij op een zeer sterke Zdeněk Štybar, die zijn tweede wereldtitel veroverde. Nys behaalde voor het eerst zilver op een WK.
In het seizoen 2011-2012 won Nys de Superprestige en op verbluffende wijze voor de achtste keer het Belgisch kampioenschap in Hooglede-Gits, voor Niels Albert. Dat seizoen had Nys pech in de GvA Trofee, doordat hij in de GP Rouwmoer Essen moest opgeven met materiaalpech. Nys' inmiddels voormalige rivaal Bart Wellens stond figuurlijk op uit de doden en won de koers, Albert werd tweede. Kevin Pauwels zette dat seizoen een grote stap voorwaarts en werd eindwinnaar in de GvA Trofee en de wereldbeker.
Op het WK van 2012 in Koksijde, waar ongeveer 60.000 supporters aanwezig waren, kreeg Nys af te rekenen met Niels Albert, die een superdag had en van start tot finish aan de leiding reed. Na de koers zei Nys in een interview dat dit misschien wel zijn laatste wereldkampioenschap was geweest. Enkele maanden later kwam hij terug op die beslissing.

#### 2013–2014: Tweede wereldtitel

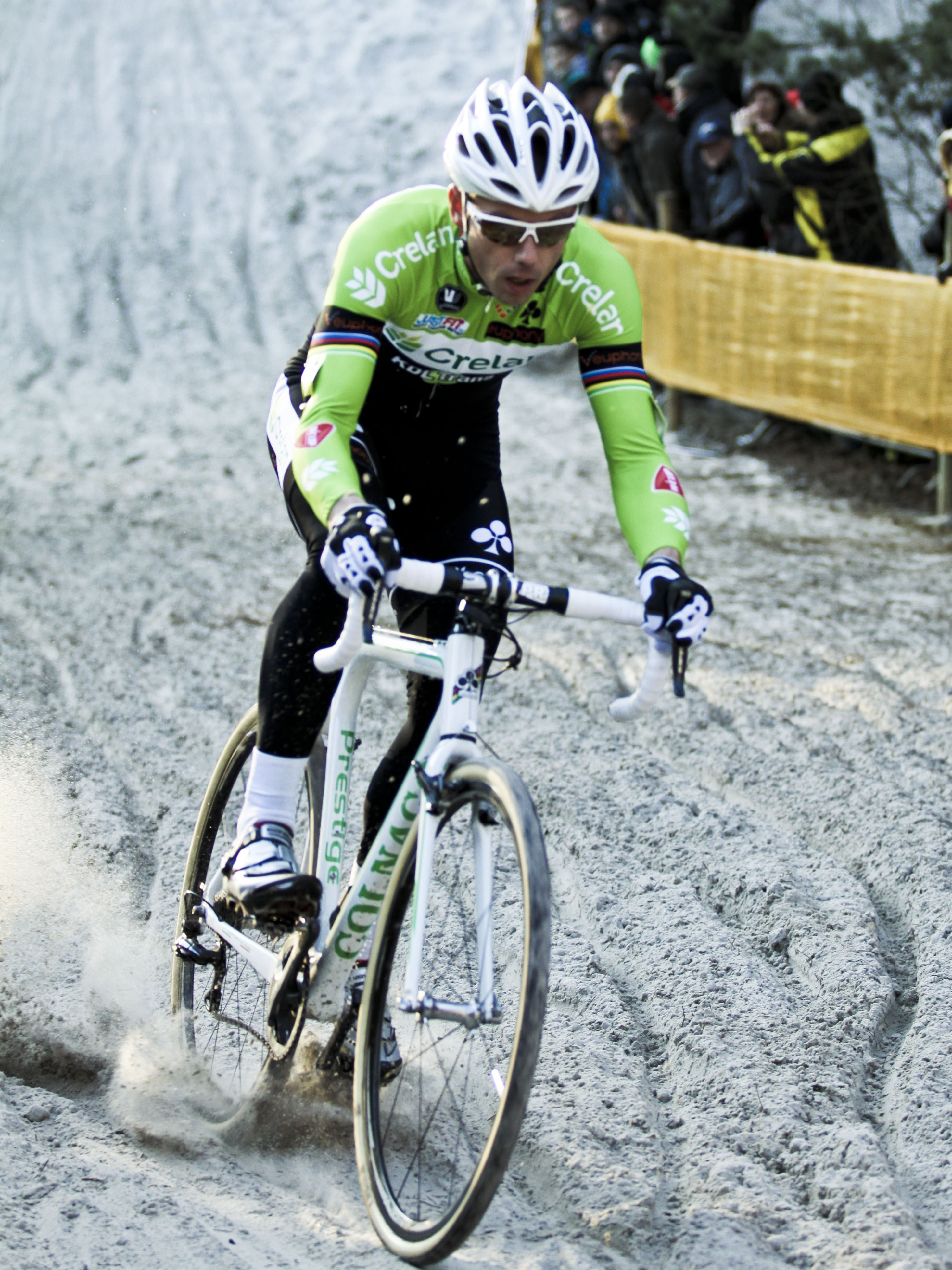
Sven Nys in 2013

Exact 1 jaar na deze uitspraak werd hij op 2 februari in het Amerikaanse Louisville voor de tweede keer wereldkampioen, door na een spannende strijd Klaas Vantornout te kloppen.
Naast wereldkampioen werd Nys dat jaar ook voor de twaalfde keer winnaar van de Superprestige. Het hele seizoen waren er spannende duels geweest met Niels Albert, maar door een ziekte verloor hij eind december aansluiting in de andere klassementen. Zo kon hij begin dat jaar, 2013, bijvoorbeeld niet starten in zijn eigen GP Sven Nys in zijn woonplaats Baal, die steeds georganiseerd wordt op nieuwjaarssdag.
Albert werd winnaar van de wereldbeker en de Bpost bank trofee. Op het Belgisch kampioenschap in Mol was Klaas Vantornout dan weer iets beter in de laatste ronde en behaalde Nys voor de eerste keer zilver op een BK.
In het seizoen 2013-2014 domineerde Nys opnieuw de Bpost bank trofee door 5 van de 8 manches te winnen en het eindklassement binnen te halen met ruime voorsprong op Niels Albert. In de Superprestige nam Nys al snel een ruime voorsprong in het klassement, maar na pech in de wedstrijd van Gieten moest hij die leidersplaats afstaan aan Albert.
Door in alle andere wedstrijden op het podium te eindigen en ook 4 overwinningen te halen, wist hij uiteindelijk de eindzege op de valreep - en met gelijk puntentotaal - nog van Albert af te snoepen. Tom Meeusen won de laatste manche in Middelkerke.
In de wereldbeker speelde Nys dat seizoen geen rol van betekenis. In Waregem haalde Nys met overschot een negende Belgische titel binnen, nog één minder dan het jarenlange record van Roland Liboton. Op het WK van 2014 in Hoogerheide vocht Sven Nys een verbeten duel uit met Zdeněk Štybar, die uiteindelijk het goud veroverde na een fout van Nys in de slotronde. Nys behaalde zo het zilver, zijn negende WK-medaille bij de profs.

#### 2014–2016: De laatste jaren
Nys botste in het seizoen 2014-2015 vaker op wederom een nieuwe generatie veldrijders. Op Allerheiligen 2014 had Nys de kans om zijn record van negen zeges in de Koppenbergcross scherper te stellen. De 20-jarige Wout van Aert won zijn eerste profkoers nadat diens gedubbelde ploegmaat Jan Denuwelaere volgens de 38-jarige Nys 'in de weg reed' in de sprint. Nys was verontwaardigd en Denuwelaere werd uit de resultaten gedeklasseerd.
In november 2015 won de 39-jarige Nys de wereldbekermanche in Koksijde na een episch duel tussen 'de voormalige en de nieuwe God' van het Belgische veldrijden. In de sprint nam hij Wout van Aert te grazen. Nys behaalde daarmee zijn 50ste zege in een wereldbekerkoers. De overwinning was tevens Nys' laatste in een nevenklassement voor hij in februari 2016 een punt zette achter zijn imposante carrière.
Sven Nys verscheen in januari 2016 aan de start van zijn laatste WK in Heusden-Zolder, waar hij in 2002 brons behaalde. De opdracht van Nys was eenvoudig: Wout van Aert naar de regenboogtrui loodsen. Toen Van Aert en zijn Nederlandse rivaal Mathieu van der Poel met hun fietsen in elkaar haakten, leek een wereldtitel ver weg voor Van Aert. De Kannibaal had andere plannen. Nys bracht Van Aert eigenhandig weer voorin. Van Aert ontdeed zich in een spannende slotronde van de Nederlander Lars van der Haar en werd voor het eerst wereldkampioen. Nys werd vierde. Toen hij naar de streep kwam gereden, nam Nys de tijd om het publiek uit te zwaaien.

### Mountainbiken

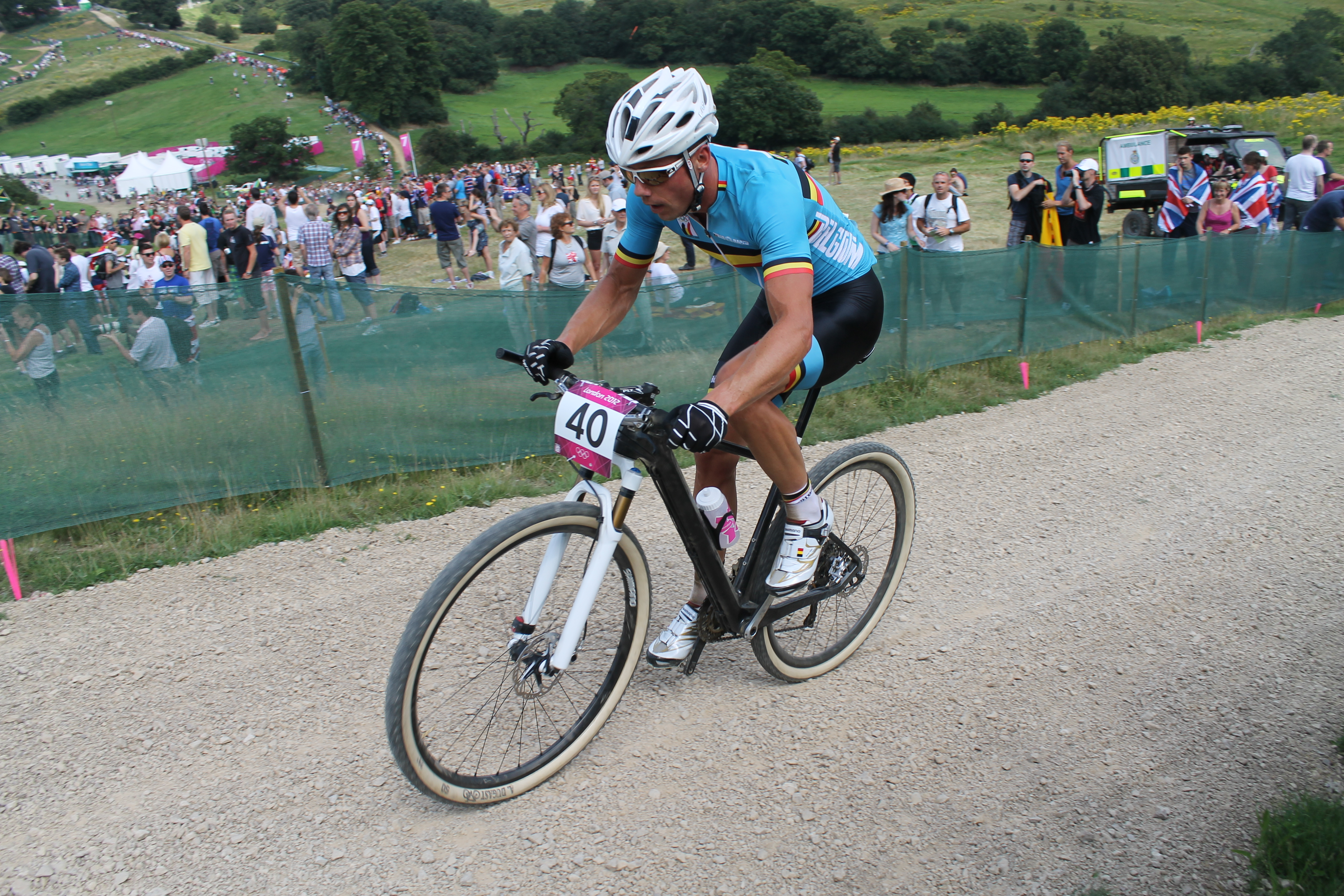
Sven Nys tijdens de Olympische Spelen in 2012

In 2005 zette Nys zijn eerste stappen in het mountainbiken, met het oog op de Olympische Zomerspelen 2008 in Peking. In zijn tweede officiële wedstrijd werd hij al Belgisch kampioen te Tervuren. Ook internationaal gooide hij meteen hoge ogen met een twaalfde plaats op het Europees kampioenschap. Een seizoen later moest hij tijdens het BK op het zware parcours in Bastenaken enkel ex-wereldkampioen Filip Meirhaeghe laten voorgaan. Een jaar later won hij een tweede Belgische titel in Ottignies. In 2007 slaagde hij er ook in twee klassiekers in de lage landen te winnen: de Stappenbelt MTB Trophy en de Hondsrug Classic.
Door zijn uitstekende prestatie op de wereldkampioenschappen mountainbike 2007, waar hij zestiende eindigde, kon hij zich kwalificeren voor de Olympische Spelen van Peking. Hij werd na Daniele Pontoni, Luca Bramati en Peter Van Den Abeele pas de vierde veldrijder die hier in slaagde.
2008 stond volledig in het teken van de Spelen. Zijn voorbereiding verliep optimaal, met onder meer een zestiende plaats op het EK en een zesde plaats in de wereldbeker in het Britse Fort William, zijn beste resultaat in een wereldbeker. Op 21 augustus 2008 finishte Nys in Peking als beste Belg op de negende plaats op 5 minuten van winnaar Julien Absalon. Tijdens de wedstrijd streed hij een tijdlang mee voor brons.
In 2009 werd hij verrassend derde op het Europees kampioenschap in Zoetermeer op 3 minuten van winnaar Ralph Näf. Vanaf 2011 probeerde hij zich opnieuw te plaatsen voor de Spelen in Londen. Nys kon zich pas tijdens de allerlaatste wedstrijd, met een tiende plaats op het EK 2012 in Moskou, kwalificeren. Hij trok in goede conditie naar de Spelen en startte zijn race goed. Door materiaalpech zakte hij echter weg en gaf hij ontmoedigd op.
Na de Spelen van 2012 had Nys geen groot doel meer in het mountainbiken. Dit weerhield hem er echter niet van om jaarlijks nog zijn wereldbekers en EK's mee te pikken. In 2013, 2014 en 2015 werd hij respectievelijk voor de derde, vierde en vijfde keer Belgisch kampioen cross-country.

### Wegwielrennen
Hoewel Sven Nys zich al vanaf het begin van zijn carrière vooral focuste op het veldrijden, betwistte hij ook vaak wegwedstrijden, zij het veeleer ter voorbereiding op het veldritseizoen. Zo reed hij in 2001 als afsluiter van zijn veldritseizoen de klassieker Parijs-Roubaix, waarin hij zich liet opmerken door zich na 200 kilometer nog steeds vooraan in het peloton te handhaven. Daarnaast verscheen Nys ook vaak aan de start in de Ronde van België en de GP Jef Scherens te Leuven. In 2007 won hij de Internationale Wielertrofee Jong Maar Moedig in Oetingen. In 2015 veroverde hij de eindwinst in de Ronde van Vlaams-Brabant.

### Afscheid
Nys nam in maart 2016 afscheid van het veldrijden in het Sportpaleis in Antwerpen. Na zijn afscheid bleef hij in de wielerwereld actief als ploegmanager van veldritploeg Telenet-Fidea Lions. Hij heeft ook meegeholpen aan de opbouw van het Sven Nys Cycling Center. Daarnaast is Nys onder meer ambassadeur van een fietsenconstructeur en een materiaalleverancier. Hij is ook commentator en analist bij diverse media, waaronder Sporza. Momenteel is Sven Nys ook actief als spreker. Hij deelt de vele ervaringen die hij opdeed tijdens zijn sportcarrière in zijn lezingen.

## Palmares

### Veldrijden

#### Overwinningen
| Seizoen   | Wereldbeker                                                                    | Superprestige | GvA Trofee/ Bpost bank trofee                                | WK     | BK     | Overige | Totaal aantal zeges |
| --------- | ------------------------------------------------------------------------------ | --- | ------------------------------------------------------------ | ------ | ------ | --- | ------------------- |
| 1996-1997 |                                                                                | |                                                              | NVT    | NVT    | Wingene, Ruddervoorde                                                                                                | 2                   |
| 1997-1998 |                                                                                | |                                                              | NVT    | NVT    | Vossem, Steinsel-Contern, Otegem                                                                                     | 3                   |
| 1998-1999 | Tábor                                                                          | Ruddervoorde, Sint-Michielsgestel, Gieten, Silvelle, Diegem, Wetzikon, Eindklassement                                | Essen, Oostmalle                                             | 6e     | Brons  | Bellem, Hägendorf, Dijon, Otegem, Eeklo                                                                              | 14                  |
| 1999-2000 | Safenwil, Leudelange, Eindklassement                                           | Ruddervoorde, Gieten, Silvelle, Hoogstraten, Surhuisterveen, Wetzikon, Eindklassement                                | Rijkevorsel, Lille                                           | Brons  | Goud   | Bellem, Berlijn, Vossem, Praag, Kayl, Steinsel-Contern, Zonnebeke, Koksijde, Baal, Westerlo                          | 21                  |
| 2000-2001 | Zolder, Zeddam                                                                 | Diegem | Kalmthout, Loenhout, Lille                                   | 4e     | 6e     | Baal | 7                   |
| 2001-2002 | Monopoli, Igorre, Wetzikon, Eindklassement                                     | Asper-Gavere, Gieten, Eindklassement                                                                                 | Oudenaarde                                                   | Brons  | 7e     | Harderwijk, Fourmies, Tábor, Wielsbeke                                                                               | 10                  |
| 2002-2003 | Liévin, Hoogerheide                                                            | Ruddervoorde, Sint-Michielsgestel, Gieten, Hoogstraten, Harnes, Eindklassement                                       | Essen, Loenhout, Baal, Eindklassement                        | 5e     | Goud   | Erpe-Mere, Middelkerke, Fourmies, Dottenijs, Hamme-Zogge, Sint-Niklaas                                               | 17                  |
| 2003-2004 | Turijn, Sankt Wendel, Wetzikon                                                 | Sint-Michielsgestel, Vorselaar                                                                                       | Baal                                                         | DNF    | Brons  | Erpe-Mere, Middelkerke, Hofstade, Eeklo                                                                              | 10                  |
| 2004-2005 | Pijnacker, Wetzikon, Milaan, Hofstade, Nommay, Hoogerheide, Lanarvily          | Ruddervoorde, Asper-Gavere, Gieten, Vorselaar, Eindklassement                                                        | Oudenaarde, Loenhout, Baal, Lille, Oostmalle, Eindklassement | Goud   | Goud   | Zolder, Aalter, Erpe-Mere, Woerden, Huijbergen, Kalmthout, Overijse                                                  | 25                  |
| 2005-2006 | Kalmthout, Tábor, Pijnacker, Wetzikon, Milaan, Hofstade, Hooglede-Gits, Liévin | Hamme-Zogge, Asper-Gavere, Hoogstraten, Vorselaar, Eindklassement                                                    | Oudenaarde, Niel, Hasselt, Loenhout, Lille, Eindklassement   | DNF    | Goud   | Aalter, Harderwijk, Zonhoven, Lebbeke, Koksijde, Sint-Niklaas, Antwerpen, Eeklo, Heerlen                             | 27                  |
| 2006-2007 | Aigle, Kalmthout, Pijnacker, Koksijde, Igorre, Nommay, Hoogerheide             | Ruddervoorde, Sint-Michielsgestel, Asper-Gavere, Gieten, Hamme-Zogge, Diegem, Hoogstraten, Vorselaar, Eindklassement | Oudenaarde, Essen, Baal, Lille, Eindklassement               | 11e    | Brons  | Erpe-Mere, Zonhoven, Dottenijs, Vossem, Overijse, Wachtebeke, Sint-Niklaas, Otegem, Indoor Mechelen, Maldegem, Eeklo | 30                  |
| 2007-2008 | Tábor, Koksijde, Igorre, Hofstade                                              | Ruddervoorde, Hamme-Zogge, Asper-Gavere, Veghel-Eerde, Diegem, Eindklassement                                        | Oudenaarde, Hasselt, Essen, Baal, Eindklassement             | Brons  | Goud   | Neerpelt, Harderwijk, Dottenijs, Asteasu, Middelkerke, Otegem, Surhuisterveen                                        | 21                  |
| 2008-2009 | Kalmthout, Igorre, Milaan, Eindklassement                                      | Ruddervoorde, Asper-Gavere, Hamme-Zogge, Hoogstraten, Vorselaar, Eindklassement                                      | Oudenaarde, Essen, Baal, Oostmalle, Eindklassement           | Brons  | Goud   | Neerpelt, Dottenijs, Eernegem, Middelkerke, Maldegem                                                                 | 18                  |
| 2009-2010 | Kalmthout                                                                      | Ruddervoorde, Gieten, Zonhoven                                                                                       | Oudenaarde, Loenhout, Baal, Lille, Eindklassement            | Brons  | Goud   | Woerden, Niel, Antwerpen, Middelkerke, Zonnebeke, Lebbeke                                                            | 15                  |
| 2010-2011 |                                                                                | Hamme-Zogge, Asper-Gavere, Hoogstraten, Eindklassement                                                               | Oudenaarde, Essen, Baal, Eindklassement                      | Zilver | DNF    | Erpe-Mere, Neerpelt, Ronse, Niel, Asteasu, Overijse, Maldegem, Lebbeke                                               | 14                  |
| 2011-2012 | Pilsen, Koksijde, Namen                                                        | Gieten, Eindklassement                                                                                               | Baal                                                         | 7e     | Goud   | Neerpelt, Laarne, Niel, Antwerpen, Overijse, Leuven, Eeklo, Valkenburg                                               | 14                  |
| 2012-2013 | Koksijde, Roubaix, Zolder                                                      | Ruddervoorde, Zonhoven, Hamme-Zogge, Asper-Gavere, Hoogstraten, Eindklassement                                       | Oudenaarde, Hasselt                                          | Goud   | Zilver | Neerpelt, Kalmthout, Overijse, Sint-Niklaas, Bredene, Eeklo, Lebbeke, Masters Waregem                                | 19                  |
| 2013-2014 |                                                                                | Zonhoven, Asper-Gavere, Diegem, Hoogstraten, Eindklassement                                                          | Ronse, Hasselt, Loenhout, Baal, Lille, Eindklassement        | Zilver | Goud   | Las Vegas, Niel, Overijse, Zonnebeke, Leuven, Maldegem, Lebbeke, Masters Waregem                                     | 18                  |
| 2014-2015 |                                                                                | | Ronse                                                        | 17e    | 4e     | Las Vegas, Neerpelt, Niel                                                                                            | 4                   |
| 2015-2016 | Koksijde                                                                       | |                                                              | 4e     | Brons  | Hasselt, Masters Waregem                                                                                             | 3                   |
|           |                                                                                | |                                                              |        |        | |                     |
| Totaal    | 50                                                                             | 64 | 50                                                           | 2      | 9      | 117 | 292                 |

#### Erelijst
| Seizoen   | Aantal            | WK     | BK     | WB     | SP     | GVA/BPB |
| --------- | ----------------- | ------ | ------ | ------ | ------ | ------- |
| 1996-1997 | 2 overwinningen   | NVT    | NVT    | NVT    | NVT    | NVT     |
| 1997-1998 | 3 overwinningen   | NVT    | NVT    | NVT    | 5e     | NVT     |
| 1998-1999 | 14 overwinningen  | 6e     | Brons  | Brons  | Goud   | ...     |
| 1999-2000 | 21 overwinningen  | Brons  | Goud   | Goud   | Goud   | ...     |
| 2000-2001 | 7 overwinningen   | 4e     | 6e     | 6e     | 6e     | ...     |
| 2001-2002 | 10 overwinningen  | Brons  | 7e     | Goud   | Goud   | 9e      |
| 2002-2003 | 17 overwinningen  | 5e     | Goud   | Zilver | Goud   | Goud    |
| 2003-2004 | 10 overwinningen  | DNF    | Brons  | Zilver | Zilver | Brons   |
| 2004-2005 | 25 overwinningen  | Goud   | Goud   | NVT    | Goud   | Goud    |
| 2005-2006 | 27 overwinningen  | DNF    | Goud   | NVT    | Goud   | Goud    |
| 2006-2007 | 30 overwinningen  | 11e    | Brons  | NVT    | Goud   | Goud    |
| 2007-2008 | 21 overwinningen  | Brons  | Goud   | NVT    | Goud   | Goud    |
| 2008-2009 | 18 overwinningen  | Brons  | Goud   | Goud   | Goud   | Goud    |
| 2009-2010 | 15 overwinningen  | Brons  | Goud   | Brons  | Brons  | Goud    |
| 2010-2011 | 14 overwinningen  | Zilver | DNF    | Brons  | Goud   | Goud    |
| 2011-2012 | 14 overwinningen  | 7e     | Goud   | Zilver | Goud   | Brons   |
| 2012-2013 | 19 overwinningen  | Goud   | Zilver | Brons  | Goud   | 6e      |
| 2013-2014 | 18 overwinningen  | Zilver | Goud   | 12e    | Goud   | Goud    |
| 2014-2015 | 4 overwinningen   | 17e    | 4e     | 28e    | 6e     | Brons   |
| 2015-2016 | 3 overwinningen   | 4e     | Brons  | 4e     | Zilver | Brons   |
|           |                   |        |        |        |        |         |
| Totaal    | 292 overwinningen | 2      | 9      | 3      | 13     | 9       |

#### Jeugd
- Brabants kampioenschap junioren: 1994
- Belgisch kampioenschap junioren: 1995
- Brabants kampioenschap beloften: 1996, 1997 en 1998
- Wereldkampioenschap beloften: 1997 en 1998

### Mountainbiken

#### Overwinningen
| Seizoen | Wereldbeker | OS  | WK  | EK  | BK     | Overige                                     | Totaal aantal zeges |
| ------- | ----------- | --- | --- | --- | ------ | ------------------------------------------- | ------------------- |
| 2005    |             | NVT |     | 12e | Goud   |                                             | 1                   |
| 2006    |             | NVT |     |     | Zilver | Langdorp                                    | 1                   |
| 2007    |             | NVT | 16e |     | Goud   | Apeldoorn, Oss, Gieten                      | 4                   |
| 2008    |             | 9e  |     | 16e | Zilver |                                             | 0                   |
| 2009    |             | NVT | 14e | ↑   | Zilver | Averbode                                    | 1                   |
| 2010    |             | NVT | DNF |     | DNF    | Gooik, Averbode, Sankt Vith, Geraardsbergen | 4                   |
| 2011    |             | NVT | DNS | 33e | Zilver | Boom, Geraardsbergen                        | 2                   |
| 2012    |             | DNF | DNS | 10e | DNS    | Antwerpen, Sankt Vith, Geraardsbergen       | 3                   |
| 2013    |             | NVT | DNS | 6e  | Goud   | Apeldoorn, Sankt Vith                       | 3                   |
| 2014    |             | NVT | DNS | 5e  | Goud   | Sankt Vith                                  | 2                   |
| 2015    |             | NVT | DNS | DNS | Goud   |                                             | 1                   |
|         |             |     |     |     |        |                                             |                     |
| Totaal  | 0           | 0   | 0   | 0   | 5      | 17                                          | 22                  |

#### Erelijst
| 2005   |      |      | NVT |     | 12e | Goud   |  |  |
| 2006   | 80e  |      | NVT |     |     | Zilver |  |  |
| 2007   | 53e  |      | NVT | 16e |     | Goud   |  |  |
| 2008   | 62e  |      | 9e  | DNS | 16e | Zilver |  |  |
| 2009   | 53e  | 53e  | NVT | 14e | ↑   | Zilver |  |  |
| 2010   | 80e  | 80e  | NVT | DNF |     | DNF    |  |  |
| 2011   | 109e | 109e | NVT | DNS | 33e | Zilver |  |  |
| 2012   | 62e  | 77e  | DNF | DNS | 10e | DNS    |  |  |
| 2013   | 88e  | 88e  | NVT | DNS | 6e  | Goud   |  |  |
| 2014   | 48e  | 67e  | NVT | DNS | 5e  | Goud   |  |  |
| 2015   | 228e | 288e | NVT | DNS | DNS | Goud   |  |  |
|        |      |      |     |     |     |        |  |  |
| Totaal | 0    | 0    | 1   | 0   | 0   | 0      |  |  |

### Wegwielrennen

#### Overwinningen
1998 - 1 zege
Grand Prix Criquielion
2001
Dernycriterium Schriek
2004
Dernycriterium 's-Gravenwezel
2005
Dernycriterium 's-Gravenwezel
2007 - 1 zege
Internationale Wielertrofee Jong Maar Moedig
2008
Dernycriterium Deurne
2014
Dernycriterium Lombardsijde
2015
Eindklassement Ronde van Vlaams-Brabant
Totaal: 8 zeges

#### Resultaten in voornaamste wedstrijden
| Jaar | Gent-Wevelgem | Parijs-Roubaix | Omloop het volk | E3 Harelbeke | Dwars door Vlaanderen |
| ---- | ------------- | -------------- | --------------- | ------------ | --------------------- |
| 2001 | 36e           | 41e            | 45e             | buit.tijd    | 39e                   |
| 2002 | 62e           | 36e            | 46e             |              | 25e                   |
| 2003 |               | opgave         |                 | 40e          | 69e                   |

| Resultaten in wielerrondes |                  |                       |                      |                       |
| Jaar                       | Ronde van België | Boucles de la Mayenne | Ronde van Denemarken | Ronde van de Limousin |
| 1999                       |                  |                       | 78e                  |                       |
| 2000                       |                  |                       | 71e                  |                       |
| 2001                       |                  |                       | 56e                  |                       |
| 2002                       |                  |                       | 83e                  |                       |
| 2003                       |                  |                       | 39e                  |                       |
| 2004                       |                  | 4e                    |                      | 36e                   |
| 2005                       |                  | 45e                   |                      | DNF                   |
| 2006                       | 8e               |                       |                      |                       |
| 2007                       |                  | 18e                   |                      |                       |
| 2008                       | 32e              |                       |                      |                       |
| 2009                       | 30e              |                       |                      | 100e                  |
| 2010                       | 22e              |                       |                      |                       |
| 2011                       |                  |                       |                      |                       |
| 2012                       | 29e              |                       |                      |                       |
| 2013                       | DNF              |                       |                      |                       |

## Onderscheidingen
Op 17 december 2006 won Nys de titel Sportpersoonlijkheid van het jaar, een trofee die een sporter slechts eenmaal in zijn of haar carrière kan ontvangen. Op 5 december 2007 won hij voor het eerst als prof de Kristallen Fiets, nadat hij in 1997 en 1998 de Kristallen Fiets voor beste jongere al gewonnen had. Nys was pas de tweede veldrijder die deze eer te beurt viel, enkel Paul Herygers deed hem dit voor.
Op 14 december 2008 werd hij uitgeroepen tot Belgisch sportman van het jaar, een verkiezing waarin hij al verscheidene malen in de top drie eindigde. Het was tevens de eerste maal dat een veldrijder deze trofee mocht ontvangen.
Een kort overzicht:
- Kristallen Fiets beste jongere: 1997 en 1998
- Sportpersoonlijkheid van het jaar: 2006
- Kristallen Fiets: 2007 en 2013
- Belgisch sportman van het jaar: 2008
- Koning Winter: 2011, 2013 en 2014
- Flandrien van het Veld: 2014

Bij een poll van de Vlaamse sportzender Sporza Radio werd hij eind 2015 door de lezers, met overmacht, uitgeroepen tot beste veldrijder aller tijden, voor Erik De Vlaeminck en Roland Liboton.
Begin 2023 werd Nys bij een poll van de Vlaamse krant Het Nieuwsblad door de lezers uitgeroepen tot beste veldrijder aller tijden. Nys wist 30 % van de stemmen binnen te rijven, 3 % meer dan Mathieu van der Poel die op het moment van de poll actief was.

## Kom op tegen Kanker
In 2010 was Sven Nys samen met Paul Herygers, Michel Wuyts en Sabine Appelmans een van de peters van 1000 kilometer van Kom op tegen Kanker, om zo zijn steentje bij te dragen aan het Kom op tegen Kanker-fonds. Zelf zei hij het volgende hierover:
"Ik heb geen moment getwijfeld toen me gevraagd werd of ik peter wou zijn. Ik vind de 1000 kilometer een fantastische actie die het goede doel combineert met een straffe sportieve prestatie. 250 kilometer fietsen op een dag is niet makkelijk, maar dat is de strijd tegen kanker natuurlijk ook niet. Wie de uitdaging aangaat, zal tijd hebben om te beseffen wat mensen met kanker doorstaan."

## Afbeeldingen

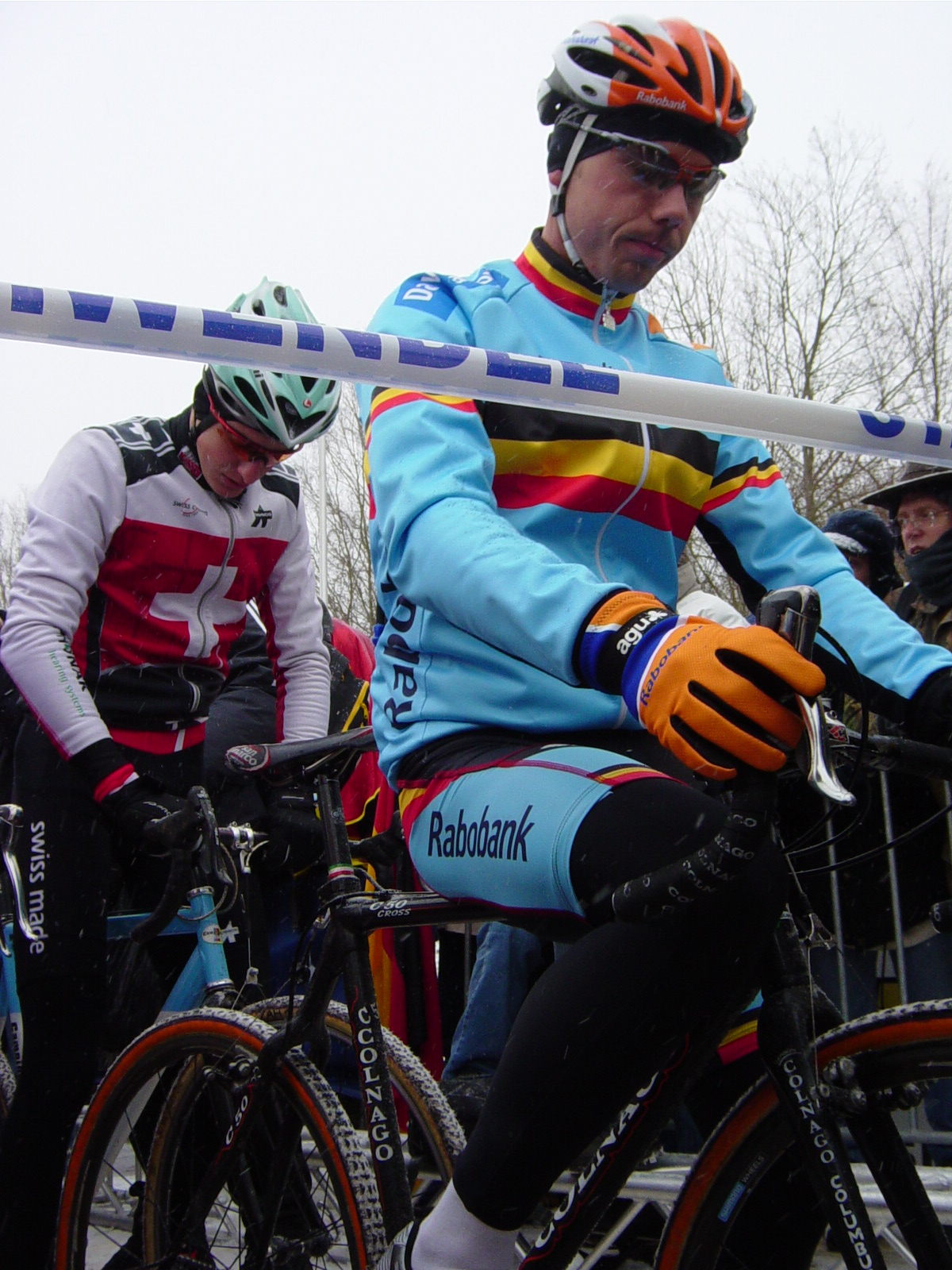
Sven Nys voor de start van het WK veldrijden 2005
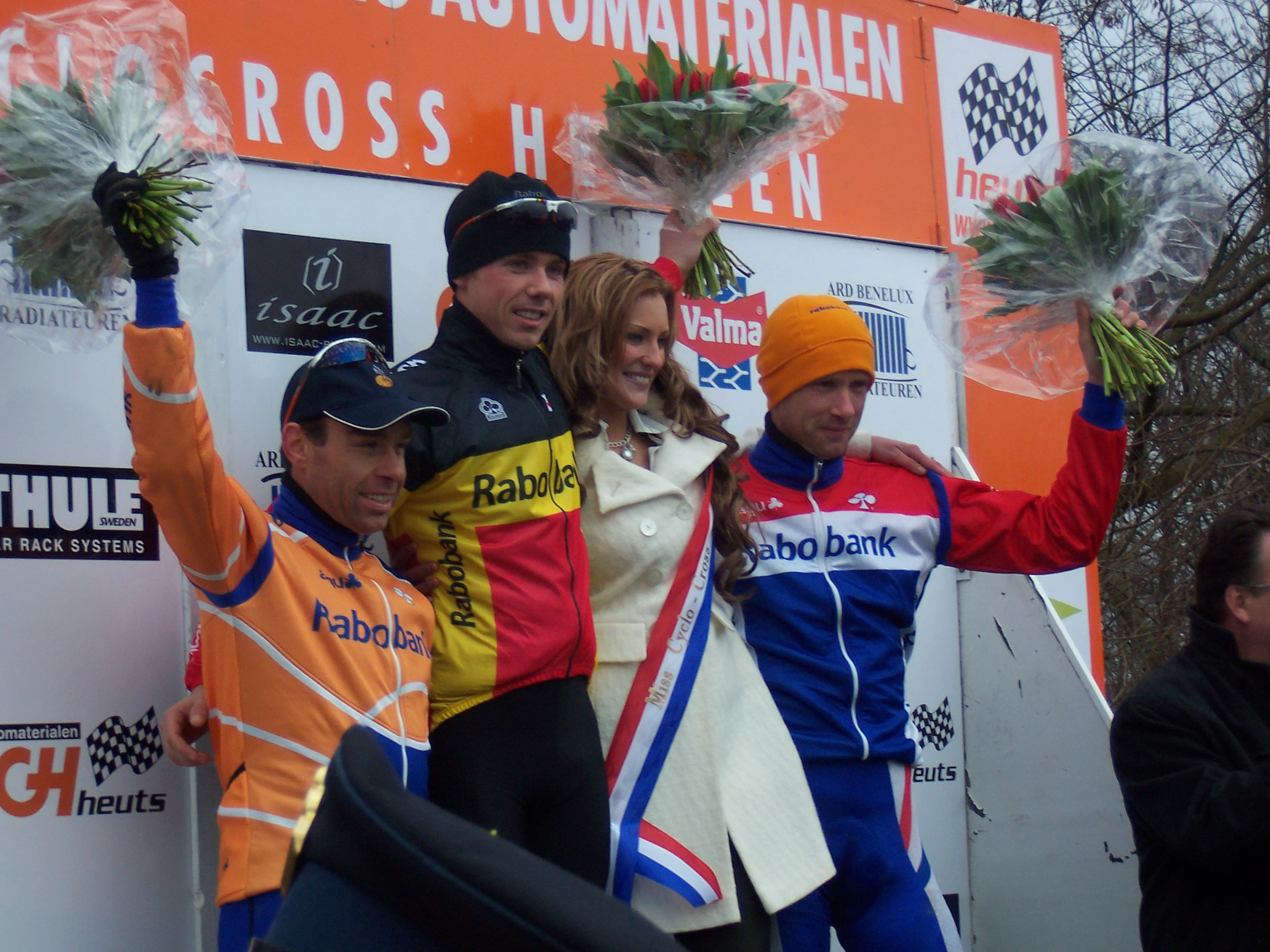
Sven Nys zegeviert in Heerlen in 2006, voor Groenendaal en De Knegt
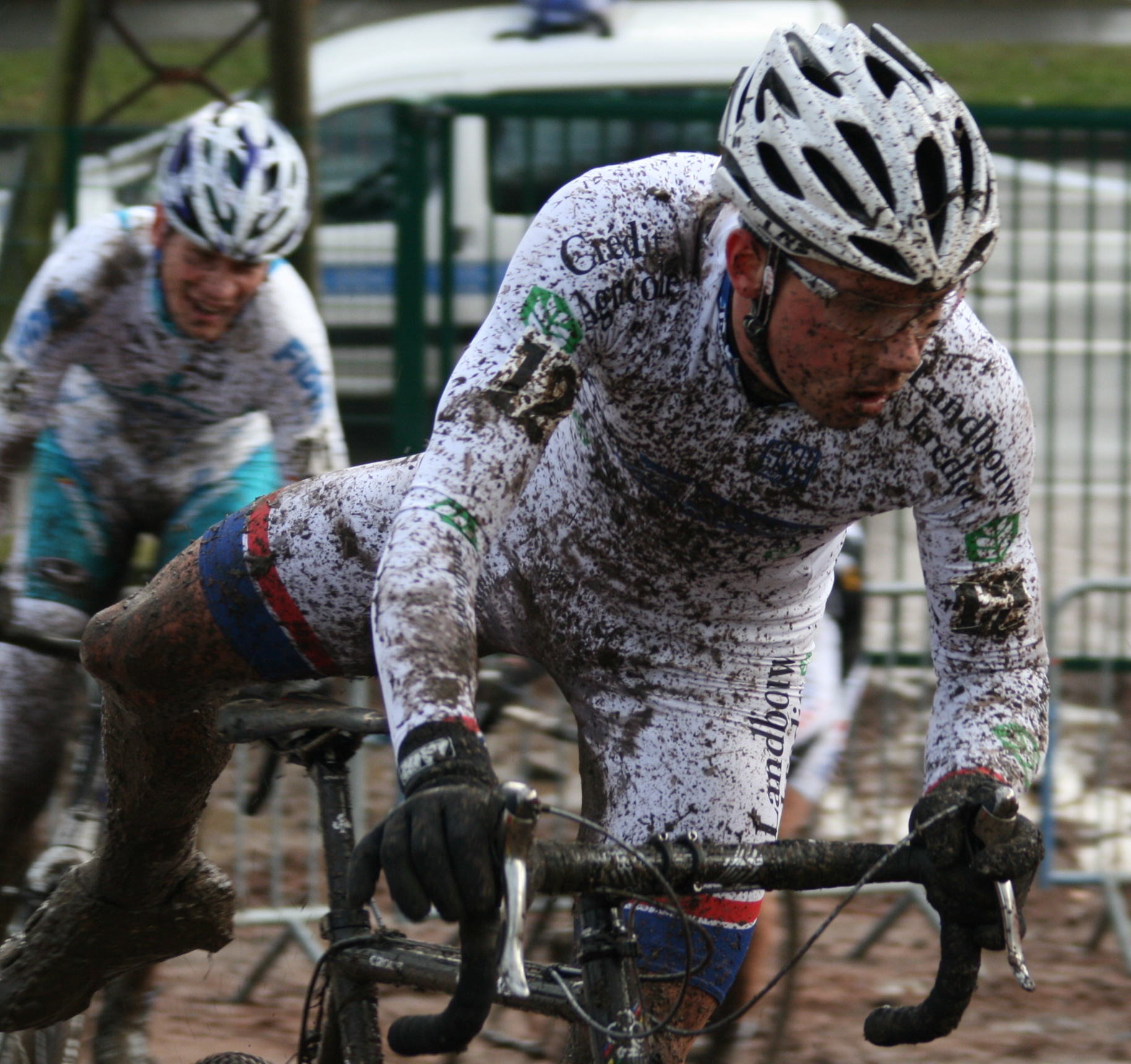
Sven Nys in Roubaix in 2009
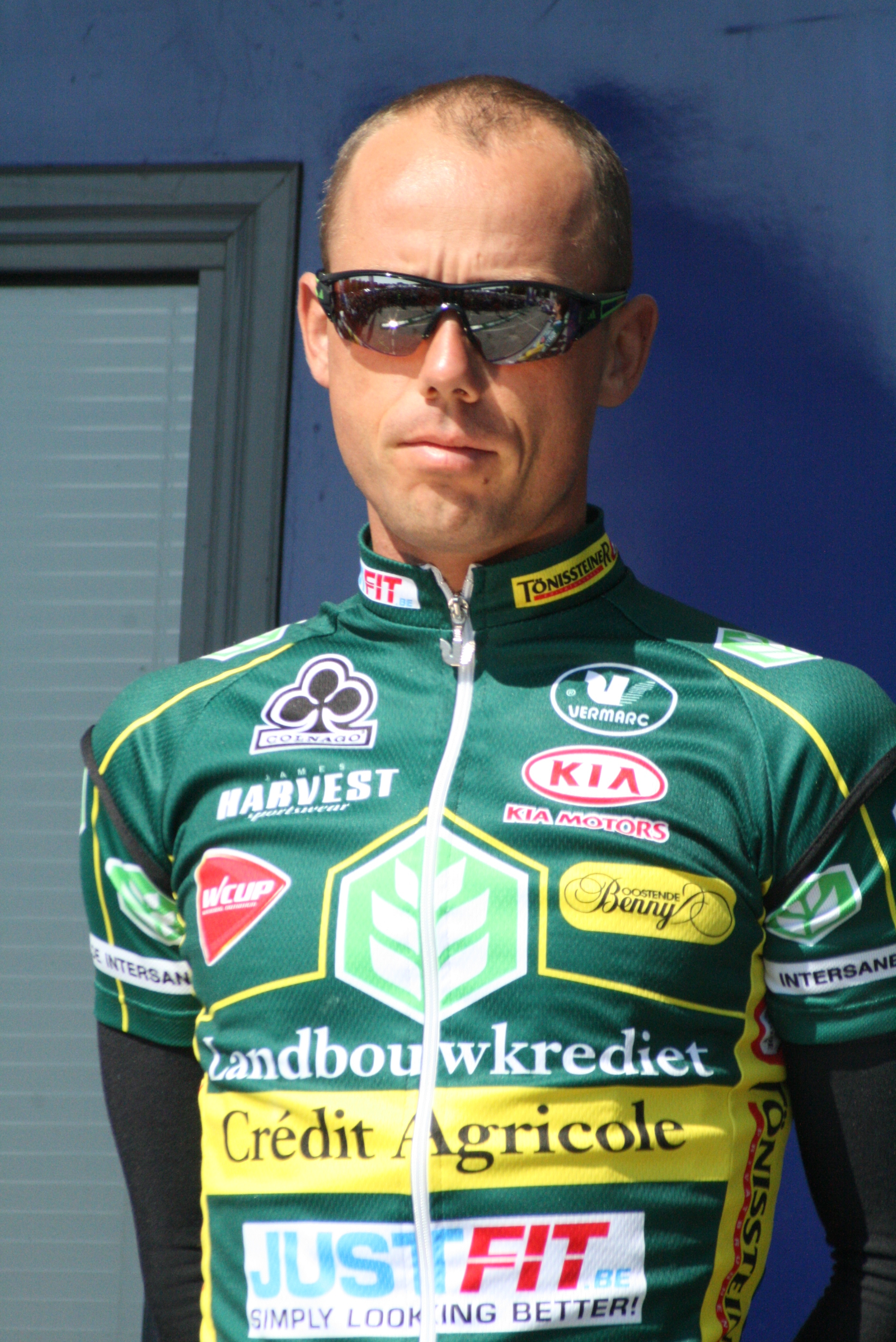
Sven Nys tijdens de 4-Daagse van Duinkerke 2011
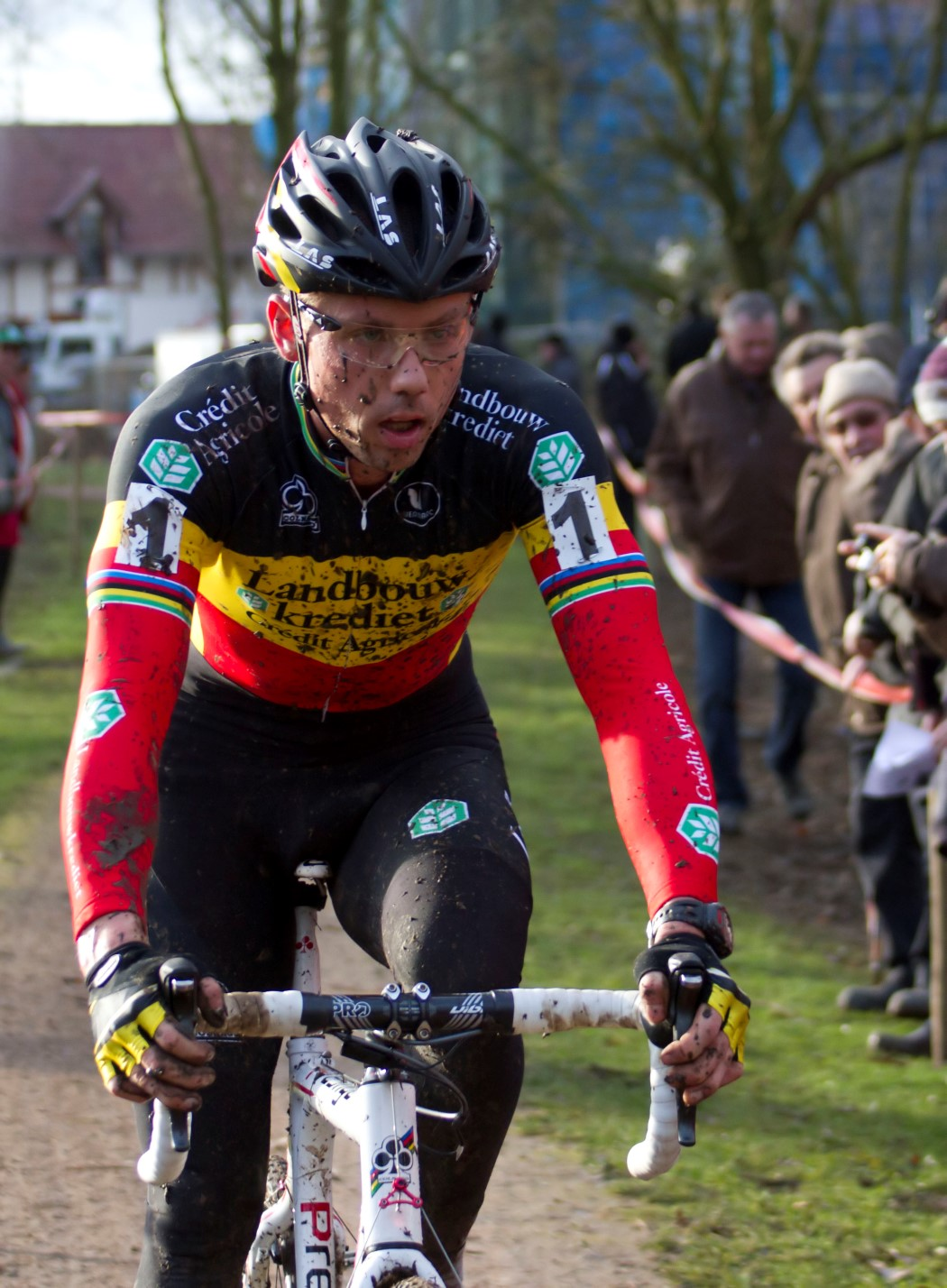
Sven Nys tijdens de Kasteelcross 2012
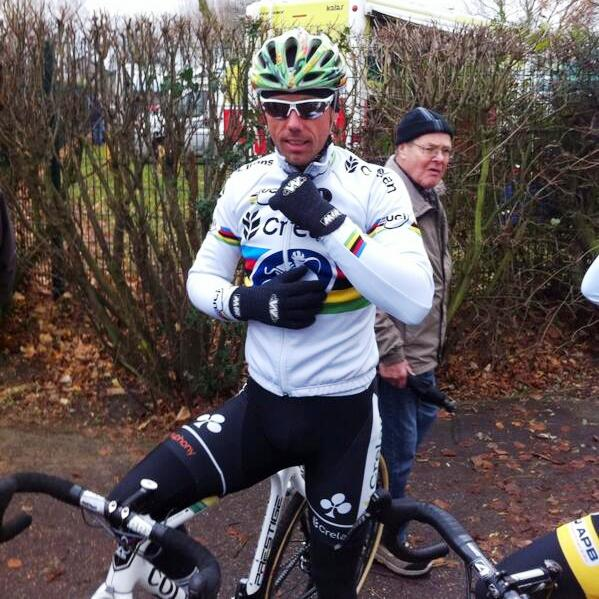
Sven Nys voor de start van de Scheldecross 2013
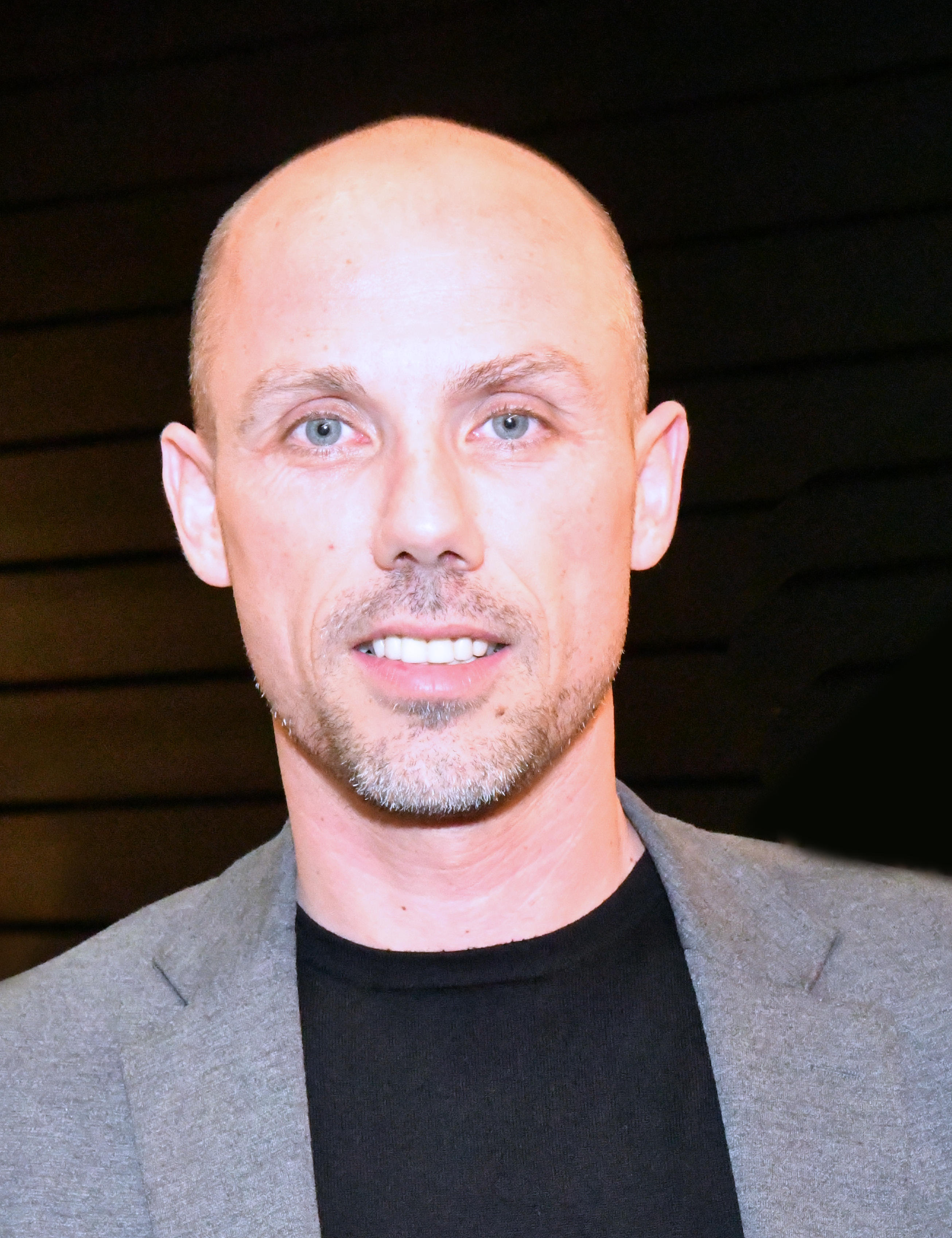
Sven Nys in 2018

Wielerploegen van Sven Nys
den Bakker ·
van Bon ·
Boogerd ·
Boven ·
Bruinsma ·
Dekker ·
Groenendaal ·
van Heeswijk ·
Hiemstra · 
Jonasson ·
Jonker ·
Koerts ·
Kroon ·
Lotz ·
Luttenberger ·
McEwen ·
Moerenhout · 
Nys ·
van der Poel ·
Sørensen ·
Vierhouten ·
Wauters ·
B. Zberg ·
M. Zberg ·
de Groot (stagiair) ·
Pronk (stagiair) ·
Vlijm (stagiair)
Aebersold ·
den Bakker ·
van Bon ·
Boogerd ·
Boven ·
Dekker ·
Groenendaal ·
de Groot ·
Hiemstra · 
Jonker ·
Kroon ·
Lotz ·
McEwen ·
Moerenhout · 
Nys ·
van der Poel ·
Pronk ·
Sørensen ·
Vierhouten ·
Wauters ·
B. Zberg ·
M. Zberg ·
Vlijm (stagiair) 
Aebersold ·
den Bakker ·
Boerman ·
van Bon ·
Boogerd ·
Boven ·
Dekker ·
Duijn · 
Engels ·
Groenendaal ·
de Groot ·
Hayman · 
de Jongh ·
de Knegt ·
Kroon ·
Lotz ·
Niermann ·
Nys ·
van der Poel (tot 28/02) ·
Pronk ·
Sørensen ·
Vierhouten ·
Wauters ·
B. Zberg ·
M. Zberg ·
Traksel (stagiair) 
den Bakker ·
Boerman ·
Boogerd ·
Boven ·
Dekker ·
Duijn · 
Engels ·
Groenendaal ·
de Groot ·
Hayman · 
de Jongh ·
de Knegt ·
Kroon ·
Lotz ·
Löwik ·
Niermann ·
Nys ·
Pronk ·
Traksel ·
Veneberg ·
Verheyen ·
Vierhouten ·
Wauters ·
B. Zberg ·
M. Zberg
den Bakker ·
Boerman ·
Boogerd ·
Boven ·
Dekker ·
Duijn · 
Engels ·
Groenendaal ·
de Groot ·
Hayman · 
de Jongh ·
Kroon ·
Leipheimer ·
Lotz ·
Mutsaars ·
Niermann ·
Nys ·
Pronk ·
Sentjens ·
Traksel ·
Veneberg ·
Verheyen ·
Wauters ·
B. Zberg ·
M. Zberg
den Bakker ·
Bartko ·
Boogerd ·
Boven ·
Dekker ·
De Weert ·
Engels ·
Freire · 
de Groot ·
Hayman · 
Hunter ·
de Jongh ·
Kroon ·
Leipheimer ·
Lotz ·
Mutsaars ·
Niermann ·
Nys ·
Rasmussen ·
Sentjens ·
Traksel ·
Veneberg ·
Wauters ·
Wielinga ·
Zberg ·
Dekkers (stagiair) ·
Elijzen (stagiair) ·
de Kort (stagiair) 
Aernouts ·
Boom ·
Clement ·
Dekker ·
Elijzen ·
Eltink ·
Groenendaal · 
Heijboer ·
Kohl ·
de Knegt (tot 28/02) ·
de Kort ·
de Maar ·
Nys ·
Pauwels ·
Posthuma (tot 16/05) ·
Reus ·
Stamsnijder ·
Sutherland ·
Vastaranta
Aernouts ·
Boom ·
Clement ·
Dekkers ·
F. van Dulmen ·
T. van Dulmen ·
Elijzen ·
Groenendaal · 
Heijboer ·
de Knegt (tot 28/02) ·
Kozontsjoek ·
Leezer ·
de Maar ·
Nys ·
Pauwels ·
Reus ·
Stamsnijder ·
Vanthourenhout ·
van der Velde · 

van der Ven ·
Veelers ·
Walker
Aernouts ·
de Baat ·
Boom ·
van Dulmen ·
Duijn ·
van Emden ·
Flens ·
Gesink ·
Groenendaal · 
de Knegt ·
Kozontsjoek ·
Leezer ·
Maaskant ·
Nys ·
Popov ·
Reus (tot 30/06) ·
Ruijgh ·
Stamsnijder ·
Vanthourenhout ·
van der Velde ·
Veelers ·
Walker (tot 30/06)
Aernouts ·
Berkhout ·
de Baat ·
Boom ·
van Dulmen ·
van Emden ·
Groenendaal · 
Keizer ·
de Knegt ·
Kruijswijk ·
Leezer ·
Maaskant ·
Mollema ·
Nys ·
Popov ·
Rabou ·
Ruijgh ·
van Poppel ·
van der Velde ·
Veelers ·
Vermeltfoort ·
van Winden
Adams ·
Aernouts ·
Beima ·
Berkhout ·
Bol ·
Boom ·
van Emden (tot 31/08) ·
van Garderen ·
Keizer ·
de Knegt ·
Kreder · 
Kruijswijk ·
Lodewyck · 
Nys (tot 09/05) ·
Popov ·
van Poppel ·
Rabou ·
Sinkeldam ·
Van Staeyen ·
van der Velde ·
Vermeltfoort ·
van Winden
Amorison · Bellemakers · Boucher · A. Capelle · Clancy · De Waele · Delfosse · Gourgue · Kleynen · Kuyckx · Manning · Meirhaeghe · Neirynck · Nys · Peeters · Scheirlinckx · Sijmens · Stannard · Steels · Van Mechelen · Cappelle (stagiair) · Coomans (stagiair) · Hanseeuw (stagiair)
Amorison · Barbé · Bellemakers · Bertrand · Boucher · De Waele · Delfosse · Drouilly · Flahaut · Gourgue · Meirhaeghe · Neirynck · Nys · R. Peeters · K. Peeters · Ricci Poggi · Scheirlinckx · Verheyen · De Scheemaeker (stagiair) · Planckaert (stagiair) · Van den Haute (stagiair)
Amorison · Barbé · Bellemakers · Bertrand · Boucher · Caethoven · Commeyne · De Waele · Dekkers · Delfosse · Dockx · Drouilly · Gourgue · Neirynck · Nys · K. Peeters · Planckaert · Ricci Poggi · Scheirlinckx · Van den Haute · Verheyen · Barteau (stagiair) · De Scheemaeker (stagiair)
Amorison · Baestaens · Barbé · Bellemakers · Breyne · Cammaerts · Commeyne · De Waele · Dekkers · Delfosse · Dockx · Gourgue · Helminen · Honig · Juodvalkis · Kruopis · Nys · K. Peeters · Planckaert · Scheirlinckx · Stallaert · Traksel · Vanthourenhout · Verheyen
Amorison · Baestaens · Barbé · Bellemakers · Breyne · Bueken · Claeys · Cohnen · Commeyne · Delfosse · Devillers · De Waele · Helminen · Honig · Hovelijnck · Juodvalkis · Nys · K. Peeters · Planckaert · Stallaert · Traksel · Vanthourenhout · Backaert (stagiair) · Van Driessche (stagiair)
Amorison · Baestaens · Barbé · Breyne · Bueken · Claeys · Delfosse · Devillers · Honig · Hovelijnck · Juodvalkis · Nys · K. Peeters · Planckaert · Prémont · Stallaert · Steels · Sys · Vanherck · Vanthourenhout · Vantomme · Claes (stagiair) · David (stagiair) · Verwaest (stagiair)
Nys · Vanthourenhout
Nys · Vanthourenhout
Nys (tot 28/02) · Vanthourenhout (tot 28/02)
1982 Annie Lambrechts · 1983 Eddy Annys · 1984 Ingrid Berghmans · 1985 niet uitgereikt · 1986 William Van Dijck · 1987 Wim Van Belleghem · 1988 Robert Van de Walle · 1989 niet uitgereikt · 1990 Ulla Werbrouck · 1991 Sabine Appelmans · 1992 Annelies Bredael · 1993 Gella Vandecaveye · 1994 Brigitte Becue · 1995 Fred Deburghgraeve · 1996 Luc Van Lierde · 1997 Stefan Everts · 1998 Sven Nys · 1999 Marleen Renders · 2000 Filip Meirhaeghe · 2001 Kim Clijsters · 2002 Kim Gevaert · 2003 Benny Vansteelant · 2004 Gino De Keersmaeker · 2005 Kathleen Smet · 2006 Tia Hellebaut · 2007 estafetteploeg 4x100m dames · 2008 Kenny De Ketele · 2009 Tom Goegebuer · 2010 Cédric Van Branteghem · 2011 Evi Van Acker · 2012 Hans Van Alphen and Marieke Vervoort · 2013 Frederik Van Lierde · 2014 Bart Swings · 2015 Jaouad Achab · 2016 Peter Genyn · 2017 Seppe Smits · 2018 Nina Derwael · 2019 Emma Meesseman · 2020 niet uitgereikt · 2021 Belgische hockeyploeg (mannen) · 2022 Remco Evenepoel  · 2023 Lotte Kopecky
- International Standard Name Identifier: 0000 0003 6892 2100
- Library of Congress Control Number: n2018065171
- Nederlandse Thesaurus van Auteursnamen: 298786699
- Virtual International Authority File: 283703607
- WorldCat: E39PBJhX8dFd4Q4H6xPyJq4g8C